# 李喆 (網球運動員)
李喆（1986年9月20日—），天津人，中国男子職業网球选手。曾参加2006年、2010年、2014年和2018年四届亚洲运动会，共收获两枚银牌，分别来自2010年广州亚运和2014年仁川亚运。

## 外部連結
- 李喆•Li – 网球选手 - 网球-ATP世界巡回赛（简体中文）
- 李喆（英文/西班牙文）的官方資料
- 李喆的國際網球總會 職業／青少年 官方資料（英文）
- 李喆的官方資料（英文）